# Кукутени (Ботошани)
Кукутени (рум. Cucuteni) насеље је у Румунији у округу Ботошани у општини Дурнешти. Oпштина се налази на надморској висини од 126 m.

## Становништво
Према подацима из 2002. године у насељу је живело 917 становника, од којих су сви румунске националности.